# Wydrzyn (gmina)
Wydrzyn (od 1953 Czarnożyły) – dawna gmina wiejska istniejąca do 1953 roku w woj. łódzkim. Nazwa gminy pochodzi od wsi Wydrzyn, lecz siedzibą gminy były Czarnożyły.
W okresie międzywojennym gmina Wydrzyn należała do powiatu wieluńskiego w woj. łódzkim. Po wojnie gmina zachowała przynależność administracyjną. Według stanu z dnia 1 lipca 1952 roku gmina składała się z 13 gromad: Bieniądzice, Czarnożyły, Gromadzice, Kąty, Leniszki, Łagiewniki, Niedzielsko, Opojowice, Platoń, Raczyn, Staw, Urbanice i Wydrzyn.
21 września 1953 roku jednostka o nazwie gmina Wydrzyn została zniesiona przez przemianowanie na gminę Czarnożyły.